# Wielbark (Malbork)
Wielbark (deutsch Willenberg) ist ein Dorf der Landgemeinde Malbork (Marienburg) im Powiat Malborski (Marienburger Kreis) in der polnischen Woiwodschaft Pommern.

## Geographische Lage
Das Dorf liegt im ehemaligen Westpreußen, etwa drei Kilometer südsüdwestlich des Stadtkerns von Marienburg (Malbork), am östlichen Ufer der Nogat, südlich des Stadtteils Hoppenbruch (Sztumskie Przedmieście) und westlich des Stadtteils Tessensdorf (Nowa Wieś Malborska).

## Geschichte

Lageplan von Willenberg, im Maßstab 1:10.000 hergestellt ca. 1908 anhand des Messtischblatts 625 der Königl. Preußischen Landesaufnahme, F.S. = Freischulzenhof, K.H. = Kirchhof

Willenberg war 1945 ein Stadtteil von Marienburg. Der Stadtteil bestand –  wie auch der Stadtteil Tessensdorf – seit dem Jahr 1924, als aus dem Kreis Stuhm die beiden bisherigen Landgemeinden Willenberg und Tessensdorf in den Stadtkreis Marienburg eingegliedert wurden.
Ältere Namen des Dorfs Willenberg sind Wildenberg (1276, 1400), Willdenberg (1402) und Wilemberg (1565). Wie archäologische Funde aus allen Epochen von der Jungsteinzeit bis zur frühesten Eisenzeit belegen, war das Gebiet von Willenberg an der Nogat zwischen Braunswalde im Süden und Hoppenbruch im Norden altes Siedlungsgebiet preußischer Ureinwohner gewesen; als besonders ergiebig an vorzeitlichen Artefakten hat sich die Gegend von Willenberg erwiesen. Willenberg ist der Ort, nach dem die Willenberg-Kultur benannt worden ist.
Während seines zweiten Heerzugs gegen Pomesanien in der ersten Hälfte des 13. Jahrhunderts eroberte hier der Deutsche Orden eine preußische Burg. Urkundlich wird der Ort schon 1276 in der Handfeste  für Marienburg erwähnt. Die älteste Handfeste des Dorfs, die nicht mehr bekannt ist, wurde am Donnerstag vor dem ersten Fastensonntag 1374 durch den Deutschordens-Hochmeister Winrich von Kniprode erneuert. Das Dorf erhielt 58½ Hufen Land zu kulmischem Recht, davon sechs Hufen für den Freischulzen, acht für den Marienburger Pfarrer, der hier wöchentlich zwei Messen lesen sollte, und eine Hufe für den Glöckner der Dorfkirche. Bei der Vergabe wurde zwischen polnischen und deutschen Hufen unterschieden, was impliziert, dass zu diesem Zeitpunkt auf der derselben Dorfmark zwei Volksgruppen nebeneinander lebten. Die deutschen Hufen des Dorfs lagen auf der Ostseite der Feldmark, zum Mühlengraben hin, und waren in Einzelhöfen besiedelt.
Die Dorfkirche, eine Filiale der katholische Pfarrei Marienburg, wurde schon 1647 als von altersher baulich verfallen, mit eingestürztem vorderen Teil, beschrieben, war aber 1783 noch immer als Ruine vorhanden. Sie lag vermutlich an der Stelle des im 19. Jahrhundert noch vorhandenen alten katholischen Friedhofs unweit der Nogat in Dorfmitte.
Bevor die beiden Landgemeinden Willenberg und Tessensdorf am 1. September 1924 in den Stadtkreis Marienburg eingegliedert wurden, hatten sie dem Amtsbezirk Tessensdorf im Kreis Stuhm angehört. In der Folgezeit teilten die beiden Stadtteile die Geschichte der Stadt Marienburg.

### Demographie
| Jahr | Einwohner | Anmerkungen |
| ---- | --------- | --- |
| 1783 | –         | königliches Bauerndorf, mit zwei Freischulzen-Gütern, vier bebauten Pfarrhufen, auch einer baulich verfallenen katholischen Filialkirche von Marienburg, 37 Feuerstellen (Haushaltungen), in Westpreußen |
| 1818 | 271       | königliches Dorf |
| 1852 | 577       | Dorf |
| 1864 | 773       | darunter 229 Evangelische und 533 Katholiken |
| 1885 | 741       | Landgemeinde, am 1. Dezember, davon 180 Evangelische, 545 Katholiken und 16 sonstige Christen |
| 1910 | 886       | Landgemeinde, am 1. Dezember, darunter 301 Evangelische, 562 Katholiken und 23 Sonstige; 59 Personen mit polnischer Muttersprache                                                                        |